# Bloomingdale (Indiana)
Bloomingdale é uma cidade  localizada no estado americano de Indiana, no Condado de Parke.

## Demografia
Segundo o censo americano de 2000, a sua população era de 319 habitantes. 
Em 2006, foi estimada uma população de 314, um decréscimo de 5 (-1.6%).

## Geografia
De acordo com o United States Census Bureau tem uma área de 
1,5 km², dos quais 1,5 km² cobertos por terra e 0,0 km² cobertos por água.

## Localidades na vizinhança
O diagrama seguinte representa as localidades num raio de 16 km ao redor de Bloomingdale. 